# Simulium motoyukii
Simulium motoyukii är en tvåvingeart som beskrevs av Takaoka 2003. Simulium motoyukii ingår i släktet Simulium och familjen knott. Inga underarter finns listade i Catalogue of Life.